# Gloria (opera)
Gloria är en opera i tre akter med musik av Francesco Cilea och libretto av Arturo Colautti efter Victorien Sardous pjäs La Haine från 1874. Handlingen är en variation på temat om Romeo och Julia och utspelas i 1300-talets Siena. Operan hade premiär den 15 april 1907 på La Scala i Milano och dirigerades av Arturo Toscanini. Gloria blev ett fiasko och lades ner efter två föreställningar. 1932 sattes operan upp i en reviderad version och mottogs något bättre, även om det endast har satts upp två nypremiärer i slutet av 1900-talet. Det blev Cileas sista scencerk. Under de följande 43 åren efter premiären av Gloria arbetade Cilea på två eller tre andra operor vilka dock aldrig framfördes och han fortsatte att komponera kammarmusik och orkestermusik.

## Historia
Liksom Cileas tidigare operor L'Arlesiana (1897) och Adriana Lecouvreur (1902) är titeln till Gloria hämtad från dess kvinnliga protagonist och bygger på en fransk pjäs. Denna gång byggde Arturo Colautti, som även hade skrivit librettot till Adriana Lecouvreur, texten på Victorien Sardous La Haine, en tragisk historia om två älskande som hamnar mitt i konflikten mellan Guelfer och Ghibelliner i 1300-talets Siena. Cilea komponerade Gloria medan han bodde i den liguriskan hamnstaden Varazze, vilken senare skulle bli hans hem.

## Uppförandehistorik

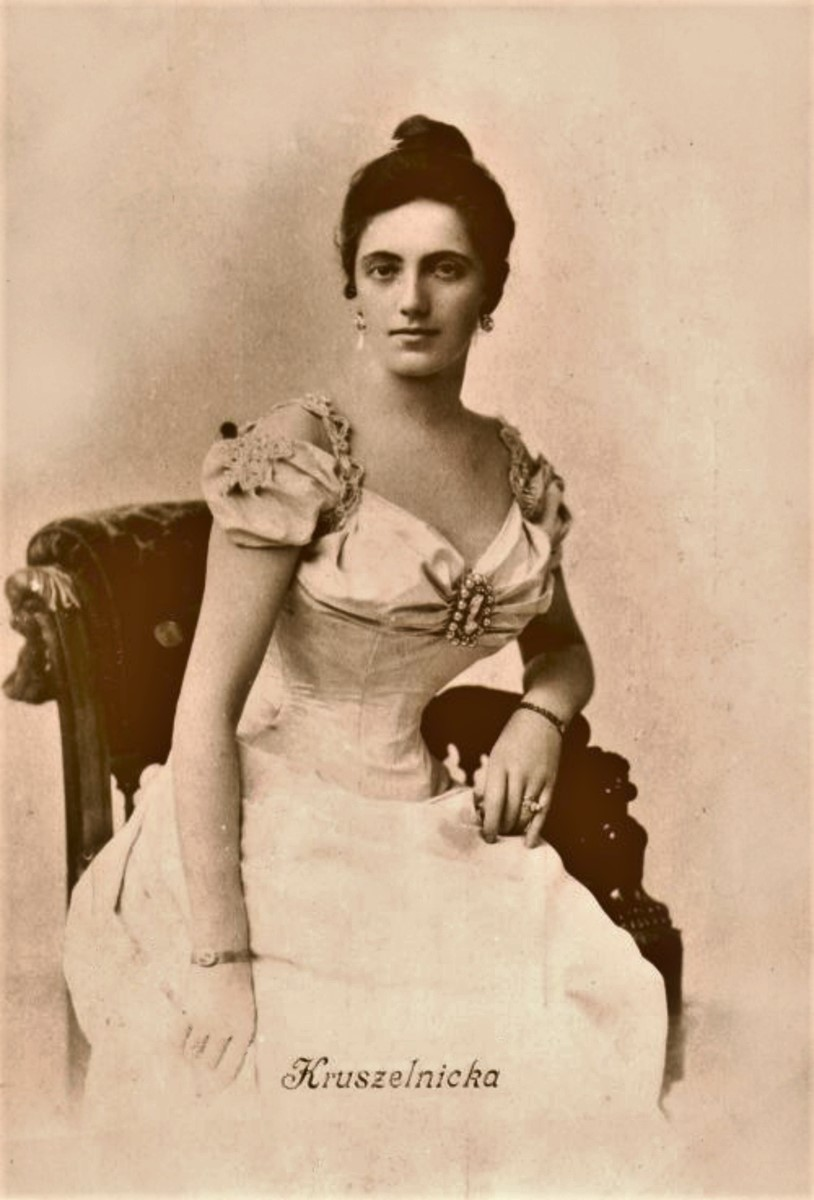
Solomija Krusjelnitska, som sjöng titelrollen vid världspremiären 1907.

Operan hade premiär den 15 april 1907 på La Scala i Milano, dirigerad av Arturo Toscanini. Titelrollen sjöngs av Solomija Krusjelnitska, med Pasquale Amato som hennes bror Folco och Giovanni Zenatello som hennes älskare Lionetto. Trots den utmärkande besättningen och dirigenten blev premiären ett fiasko och operan lades ner efter två föreställningar. Den hade nypremiär i Rom och Genua 1908 och åter 1909 på Teatro di San Carlo i Neapel med Emma Carelli som Gloria. Även om mottagandet i Neapel var positivt lyckades inte operan säkra en plats i standardrepertoaren hos de italienska operahusen.
Cilea fortsatte att revidera Gloria under de nästa 20 åren, och när Cileas store beundrare Pietro Ostali övertog rättigheterna till Cileas verk, beslöt han att verka för en nypremiär av operan. Den andra versionen av operan med ett reviderat libretto av Ettore Moschino innehöll avsevärda strykningar på förslag från Ostali, särskilt i konfrontationen i akt 2 mellan Falco och Lionetto. Folcos namn ändrades även till "Bardo".
Den nya versionen hade premiär den 20 april 1932 på Teatro di San Carlo och mottogs väl av den neapolitanska publiken. Den gavs också i en påkostad uppsättning i Rom 1938 med Maria Caniglia och Beniamino Gigli i huvudrollerna, och dekor utförd av den välkände arkitekten och skulptören Pietro Aschieri. Trots att operan hade en lyckad tysk premiär på Dortmund Stadttheater samma år och utomhusföreställningar på Castello Sforzesco i Milano och på Piazza Baraccano i Bologna i slutet av 1930-talet, föll Gloria snart i glömska på nytt.

## Roller
| Personer                                                     | Röststämma  | Premiärbesättning 15 april 1907 Dirigent Arturo Toscanini |
| ------------------------------------------------------------ | ----------- | --------------------------------------------------------- |
| Aquilante de' Bardi, a guelfisk ädling                       | bas         | Nazzareno De Angelis                                      |
| Gloria, Aquilantes dotter                                    | sopran      | Solomija Krusjelnitska                                    |
| Folco (Bardo), Aquilantes son                                | baryton     | Pasquale Amato                                            |
| Lionetto de' Ricci ("Il Fortebrando"), en ghibellinsk kapten | tenor       | Giovanni Zenatello                                        |
| En kvinna i Siena                                            | sopran      | Nilde Ponzano                                             |
| Kvinna från Orvieto                                          | mezzosopran | Adele Ponzano                                             |
| Biskopen                                                     | bas         | Costantino Thos                                           |
| Adelsmän, stadsbor, tjänstemän, vakter                       |             |                                                           |

## Handling
Plats: Siena
Tid: 1300-talet
Akt 1

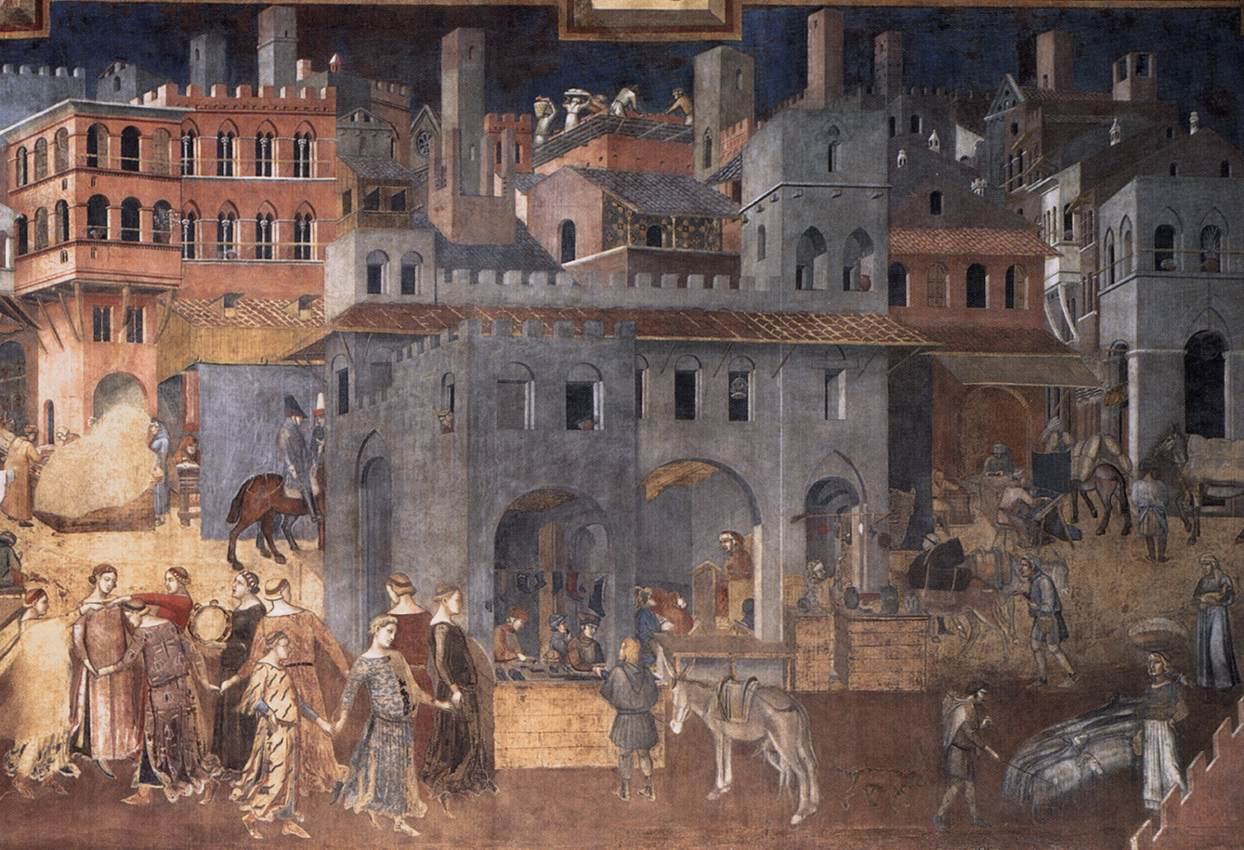
Siena på 1300-talet målat av Ambrogio Lorenzetti.

Under invigningen av en ny fontän på Sienas stora torg förklarar guelferna, som för närvarande styr i staden, en tillfällig vapenvila med de fördrivna ghibellinerna och tillåter dem att komma till festen i Siena under villkor att de kommer obeväpnade och lämnar staden vid solnedgången. En kör av unga kvinnor sjunger en lovsång till fontänen, "O! Pure marmi" (Oh! Rena marmor). Lionetto de' Ricci, en av de fördrivna, och Gloria, dottern till den guelfiske adelsmannen Aquilante de' Bardi, känner sig dragna till varandra då hon ger honom vatten att dricka från fontänen. Gloria sjunger "Amore, amor! Fonte muta" (Kärlek, kärlek! Stumma fontän). Hennes broder Bardo kräver att få veta den fördrivnes namn. Lionetto berättar historien om sin familj och Aquilante inser att han är sonen till den adelsman som tidigare överlämnade Montalcino till ghibellinerna. Vid solnedgången vägrar Lionetto att lämna staden om han inte kan få Gloria med sig som sin brud. I stridens hetta tappar Lionetto sin mantel och visar inte bara att han är beväpnad utan även att han är en ryktbar kondottiär i den ghibellinska armén, känd som "Il Fortebrando". Lionettos män, vilka också har dolt sin vapen, kommer till sin kaptens hjälp. Tillsammans tar de Gloria med sig och flyr.
Akt 2
Utanför Sienas stadsmur fortsätter Lionetto och ghibellinerna att belägra staden. Gloria hålls fången i ett av rummen under överseende av sienska kvinnor. De uppmanar henne att acceptera Lionetto som sin make vilket skulle mäkla fred mellan de två fraktionerna och förhindra Sienas ödeläggelse. Gloria drivs mellan sin kärlek till Lionetto och lojaliteten till fadern och folket i Siena. Glorias broder Bardo kommer in förklädd och bannar henne för sitt svek gentemot sitt folk och för att ha orsakat faderns död då denne precis har dött i strid. Hon säger till Bardo att hon planerar att gifta sig med Lionetto som ett offer för att få ett slut på belägringen, men han kräver att hon dödar Lionetto. Tanken på blod skrämmer henne och hon vägrar ta Bardos framsträckta dolk men lovar att förgifta Lionetto i stället. Bardo nöjer sig med det och går. Efter ett musikaliskt mellanspel återvänder Lionetto från striden. Han knäfaller inför Gloria och berättar att han har upphört med belägringen på grund av sin kärlek till henne. I stället för att ge honom den förgiftade drycken försöker hon dricka den själv. Men han slår ut drycken på golvet och hon förklarar honom sin kärlek.
Akt 3
Glorias och Lionettos bröllop äger rum i familjekapellet med faderns grav i bakgrunden. Efter ceremonin omfamnar Lionetto Bardo som ett fredstecken. Bardo tar fram sin dolk och sårar Lionetto dödligt. Bardo försöker därpå får med sig Gloria från kapellet, men förkrossad av sorg vägrar hon. Krigsmuller hörs i fjärran och Bardo rusar ut med sina män. Gloria och Lionetto blir ensamma och tar farväl av varandra. När Lionetto har dött tar Gloria dolken och ger sig själv ett dödligt hugg, varpå hon faller ner över hans kropp.